# Maria Sakkari
Maria Sakkari, född 25 juli 1995, är en grekisk professionell tennisspelare. Sakkari har vunnit en singeltitel på WTA-Touren, vid Marocko Open 2019, där hon besegrade Johanna Konta i finalen.